# Macui Kijotaka
Macui Kijotaka (Oszaka, 1961. január 4. –) japán válogatott labdarúgó.

## Nemzeti válogatott
A japán válogatottban 15 mérkőzést játszott.

## Statisztika
| Japán válogatott | Japán válogatott | Japán válogatott |
| Időszak          | Mérk.            | gól              |
| ---------------- | ---------------- | ---------------- |
| 1984             | 2                | 0                |
| 1985             | 8                | 0                |
| 1986             | 2                | 0                |
| 1987             | 1                | 0                |
| 1988             | 2                | 0                |
| Összesen         | 15               | 0                |